# Psi Serpentis
Psi Serpentis (ψ Ser / 23 Serpentis / HD 140538) es una estrella de magnitud aparente +5,88 situada en Serpens Caput —la cabeza de la serpiente—, dentro de la constelación de Serpens.
Situada a 47,9 años luz del sistema solar, Psi Serpentis es una enana amarilla de tipo espectral G2.5V —catalogada también como G5V— cuyas características semejantes a la del Sol la convierten en un análogo solar.
Con una temperatura efectiva de 5691 K, su luminosidad corresponde al 89% de la luminosidad solar.
En cuanto a tamaño y masa, sus parámetros son sólo ligeramente menores que los de nuestra estrella, en ambos casos un 2% por debajo.
La edad de Psi Serpentis es imprecisa, estando situada dentro del amplio rango que va de 2300 a 9100 millones de años; un estudio señala 2800 millones de años como su edad más probable, por lo que puede ser una estrella significativamente más joven que el Sol. 
Su metalicidad es muy parecida a la solar ([Fe/H] = +0,05).
Diversos elementos evaluados, tales como sodio, silicio, titanio y níquel, presentan niveles muy semejantes a los de nuestra estrella.
Psi Serpentis forma un sistema binario con una tenue compañera de magnitud 12.
La separación visual entre ellas es de 4,2 segundos de arco, lo que implica una separación real de al menos 61 UA.